# 대한민국 철도청 3100호대 디젤 기관차
대한민국 철도청 3100호대 디젤기관차는 1966년에 도입된 중형 기관차이다. 대한민국의 다른 디젤기관차와 달리 ALCO 사에서 제작하여 엔진 형식이 완전히 다른 것이 특징이다. 미국 국제협조처 자금으로  총 49대가 도입되었으나, ALCO 사가 없어진 이후 원활한 부품 조달을 위하여 43대가 GM-EMD차량 형식으로 개조되어 3200호대로 차량 번호를 변경하였다. 현재는 보존 중인 3102호를 제외하고 모두 폐차되었다.

## 현황
49량이 도입되어 43량이 3200호대로 차번을 변경하였고, 현재 모든 차량이 퇴역하였다.
| 차호   | 시리얼  | 도입 시기   | 운행 중단 시기 | 비고                                                                                      |
| ------ | ------- | ----------- | -------------- | ----------------------------------------------------------------------------------------- |
| 3101호 | 3469-01 | 1966년 11월 | 2000년         |                                                                                           |
| 3102호 | 3469-02 | 1966년 11월 | 2000년         | 현재 의왕 철도박물관에 철도청 시기의 초기 도색(일명 ‘호랑이 도색’)을 한 채로 보존 중이다. |
| 3103호 | 3469-03 | 1966년 11월 | 2000년         |                                                                                           |
| 3104호 | 3469-04 | 1966년 11월 | 2000년         |                                                                                           |
| 3105호 | 3469-05 | 1966년 11월 | 2000년         |                                                                                           |
| 3106호 | 3469-06 | 1966년 11월 | 2000년         |                                                                                           |